# Fernando Neto
Fernando José da Cunha Neto, meglio conosciuto come Fernando Neto (São Domingos, 27 gennaio 1993), è un calciatore brasiliano, centrocampista dell'Amazonas.